# Caren Tischendorf
Caren Tischendorf (* 9. Juni 1969) ist eine deutsche Mathematikerin und Hochschullehrerin. Sie ist seit 2012 Professorin für Angewandte Mathematik am Institut für Mathematik an der Humboldt-Universität zu Berlin.

## Leben und Werk
Tischendorf studierte Mathematik von 1988 bis 1992 an der Humboldt-Universität zu Berlin (HU Berlin) und von 1990 bis 1991 an der Lomonossow-Universität Moskau. Sie erhielt 1992 ihr Diplom in Mathematik an der HU Berlin und war dort von 1993 bis 1996 Doktorandin am Graduiertenkolleg Geometrie und Nichtlineare Analysis. Sie forschte 1994 als Gastwissenschaftlerin am Wissenschaftlichen Zentrum von IBM in Heidelberg.  An der HU Berlin promovierte sie 1996 bei Roswitha März in Numerischer Analysis mit der Dissertation: Solution of Index-2-DAEs and Its Application in Circuit Simulation.
1996 forschte sie als Gastwissenschaftlerin am Zentrum für Forschung und Entwicklung bei Siemens in München. Von 1997 bis 1998 war sie als Wissenschaftliche Assistentin am Institut für Mathematik der HU Berlin tätig. Anschließend forschte sie als Gastwissenschaftlerin am Institute of Numerical Analysis der  Universität Lund, Schweden und danach bis 2002 wieder am Institut für Mathematik, HU Berlin. Als Vorsitzende der Nachwuchsforschungsgruppe Numerische Analysis war sie am DFG-Forschungszentrum Matheon in Berlin im Folgenden bis 2004 tätig. Sie habilitierte 2004 in Mathematik an der HU Berlin und war dann bis 2006 Gastprofessorin am Institut für Mathematik der Technischen Universität Berlin (TU Berlin). Von 2006 bis 2012 forschte sie als Professorin für Mathematik/Numerische Analysis am Mathematischen Institut der Universität zu Köln. 2012 wurde sie als Professorin für Angewandte Mathematik am Institut für Mathematik der HU Berlin berufen. In der HU ist Tischendorf seit spätestens 2023 bis voraussichtlich 2025 Mitglied des Akademischen Senates.
Tischendorfs Forschungsschwerpunkte liegen in den Bereichen Numerische Analysis, Modellierung, Partielle Differential-Algebraische Gleichungen, Netzwerke (Gas, Wasser, Strom, Verkehr), Elektronische Schaltungen, Elektronische Bauelemente.

## Veröffentlichungen (Auswahl)
- mit René Lamour, Roswitha März: Differential-Algebraic Equations: A Projector Based Analysis (Differential-Algebraic Equations Forum).  Springer, 2013, ISBN 978-3-642-27554-8.
- Topological index calculation of differential-algebraic equations in circuit simulation. Surveys on Mathematics for Industry 8, S. 187–199, 1999.
- Coupled systems of differential algebraic and partial differential equations in circuit and device simulation. Modeling and numerical analysis, 2003.
- On the stability of solutions of autonomous index-I tractable and quasilinear index-2 tractable DAEs. Circuits, Systems and Signal Processing 13 (2), S. 139–154, 1994.
- mit Jens Lang, Günter Leugering, Alexander Martin: Gasnetzwerke. Mathematische Modellierung, Simulation und Optimierung. Mitteilungen der Deutschen Mathematiker-Vereinigung 23, S. 30–35, 2015.
- mit Jennifer Rasch, Victor Warno, Jonathan Pfaff, Caren Tischendorf, Detlev Marpe, Heiko Schwarz, Thomas Wiegand: Ein signaladaptiver Vorhersagefilter für die Videocodierung unter Verwendung der direktionalen Gesamtvariation: Mathematischer Rahmen und Parameterauswahl. IEEE-Transaktionen zur Bildverarbeitung 29, 2020.